# Paul Morrissey
Paul J. Morrissey (Nova Iorque, 23 de fevereiro de 1938 – Nova Iorque, 28 de outubro de 2024) foi um cineasta, roteirista, diretor de fotografia, produtor, editor e ator estadunidense, colaborador de Andy Warhol. Ele é particularmente conhecido por ter dirigido vários filmes produzidos por Warhol que o tornaram uma das figuras mais conhecidas do cinema underground norte americano. Ele nasceu em uma família católica de ascendência irlandesa. Graduou-se em literatura na Jesuit Fordham University, no Bronx, Nova Iorque. Foi então contratado como assistente social no início dos anos 1960. Começou a dirigir curtas-metragens na universidade. Após isso, começou uma parceira com o artista plástico Andy Warhol e passou a dirigir uma série de filmes alternativos, mas de grande alcance na cena cultural na Nova Iorque dos anos 1970.

## Carreira
Em 1965, Morrissey foi apresentado a Andy Warhol, que lhe pediu para contribuir com ideias e trazer uma nova direção para os experimentos cinematográficos que ele havia começado a apresentar recentemente ou que ainda estavam em produção. Estes projetos ainda estavam em fase de desenvolvimento ou em estado relativamente primitivo de criação ou execução. A partir de então, Morrissey não apenas dirigiu todos os filmes, mas assinou um contrato de gestão com Warhol, colocando-o no comando de todas as operações do estúdio Warhol, com exceção das vendas de obras de arte. Foi ideia de Morrissey que o nome de celebridade de Warhol fosse usado para promover o grupo de rock’n'roll 'Velvet Underground', que ele descobriu, ainda adicionou à modelo Nico à banda e assinou um contrato de gestão com todos seus integrantes. Enquanto administrava os primeiros anos de muito sucesso do grupo, ele continuou a adicionar ideias de histórias, elenco, cinematografia e direção a todos os experimentos de filmes que Warhol apresentou de My Hustler (1965) e Chelsea Girls (1966) até Imitation of Christ (1967) e Bike Boy (1967); Depois de Lonesome Cowboys (1968), que foi escrito, produzido e dirigido por Morrissey do início ao fim, ele assumiu o controle total de todos os filmes subsequentes apresentados por Andy Warhol - desde os filmes cult Flesh (1968), Trash (1970) e Heat (1972) até seus sucessos mais comerciais com as produções de Carlo Ponti/Jean-Pierre Rassam, como ‘Carne para Frankenstein’ (1973) e ‘Sangue para Drácula’ (1974). Morrissey encerrou a parceria com Warhol em 1975, quando o artista plástico optou por se concentrar em suas atividades de pintura e negócios. Morrissey passou a buscar financiamento para seus filmes posteriores, um dos poucos diretores de cinema americanos a permanecer independente de qualquer empresa de cinema de Hollywood. Ele sempre foi responsável por seus filmes em sua totalidade, trabalhando consistentemente com atores desconhecidos principalmente jovens, escrevendo e dirigindo sem interferência externa de qualquer de produtores ou de qualquer tipo. 

## A trilogia de Morrissey/Warhol
A trilogia - Flesh, Trash e Heat, de Morrissey/Wahrol faz parte do cinema alternativo dos anos 1970. São filmes com temática polêmica como sexo, drogas, prostituição e uso de drogas, sempre mostrando personagens marginais na cidade de Nova Iorque. Aos 27 anos, Morrissey começou a colaborar nos filmes de Warhol, o que os levou à realização da trilogia, além de uma parceria de sucesso em diversas áreas da arte.
- Flesh (1968) - É mostrado um dia na vida de Joe, que se prostitue por alguns trocados e ainda se diverte com algumas beldades do submundo. Joe sai às ruas para ganhar algum dinheiro. Isso o leva a vários encontros com clientes e traficantes das ruas de Nova Iorque.
- Trash (1970) - O filme questiona o romantismo do lixo e da contracultura norte-americana, disfarçando com humor um tema sério. Segue um dia na vida do viciado em heroína Joe Dallesandro e Holly, sua companheira, que vivem de bicos e de objetos que ela pega na rua para revender. Um nerd virgem e um agente social obcecado por sapatos femininos complementam a fauna de situações bizarras e hilárias.
- Heat (1972) – O filme foi concebido por Warhol como uma paródia do filme Sunset Boulevard (1950). Joe Davis é um ex-astro de cinema, hoje desempregado que se sustenta como um vigarista. Ele tenta a ajuda da atriz Hollywoodiana decadente Sally para voltar ao estrelato, mas um triangulo amoroso entre ele, mãe e filha, desencadeia ciúmes, loucura e um plano de assassinato.

## Morte
Morrissey morreu em 28 de outubro de 2024 em um hospital em Manhattan, Nova Iorque devido a uma pneumonia.

## Filmografia
- Chelsea Girls (1966)
- The Loves of Ondine (1967)
- Imitation of Christ (1967)
- Lonesome Cowboys (1968)
- Flesh (1968)
- Trash (1970)
- Women In Revolt (1972)
- L'Amour (1973)
- Heat (1973)
- Flesh for Frankenstein (1973)
- Blood for Dracula (1974)
- The Hound of the Baskervilles (1978)
- Madame Wang's (1981)
- Forty Deuce (1982)
- Mixed Blood (1985)
- Beethoven's Nephew (1985)
- Spike of Bensonhurst (1988)